# Huthia
Huthia es un género con dos especies de plantas con flores perteneciente a la familia Polemoniaceae. El epíteto le fue colocado en honor del botánico alemán Huth.

## Especies seleccionadas
- Huthia coerulea Brand 1908
- Huthia longiflora Brand 1913

- Datos: Q9005535